# Cryptogramma stelleri
Cryptogramma stelleri är en kantbräkenväxtart som först beskrevs av Gmel., och fick sitt nu gällande namn av Karl Anton Eugen Prantl. Cryptogramma stelleri ingår i släktet Cryptogramma och familjen Pteridaceae. Inga underarter finns listade.

## Bildgalleri

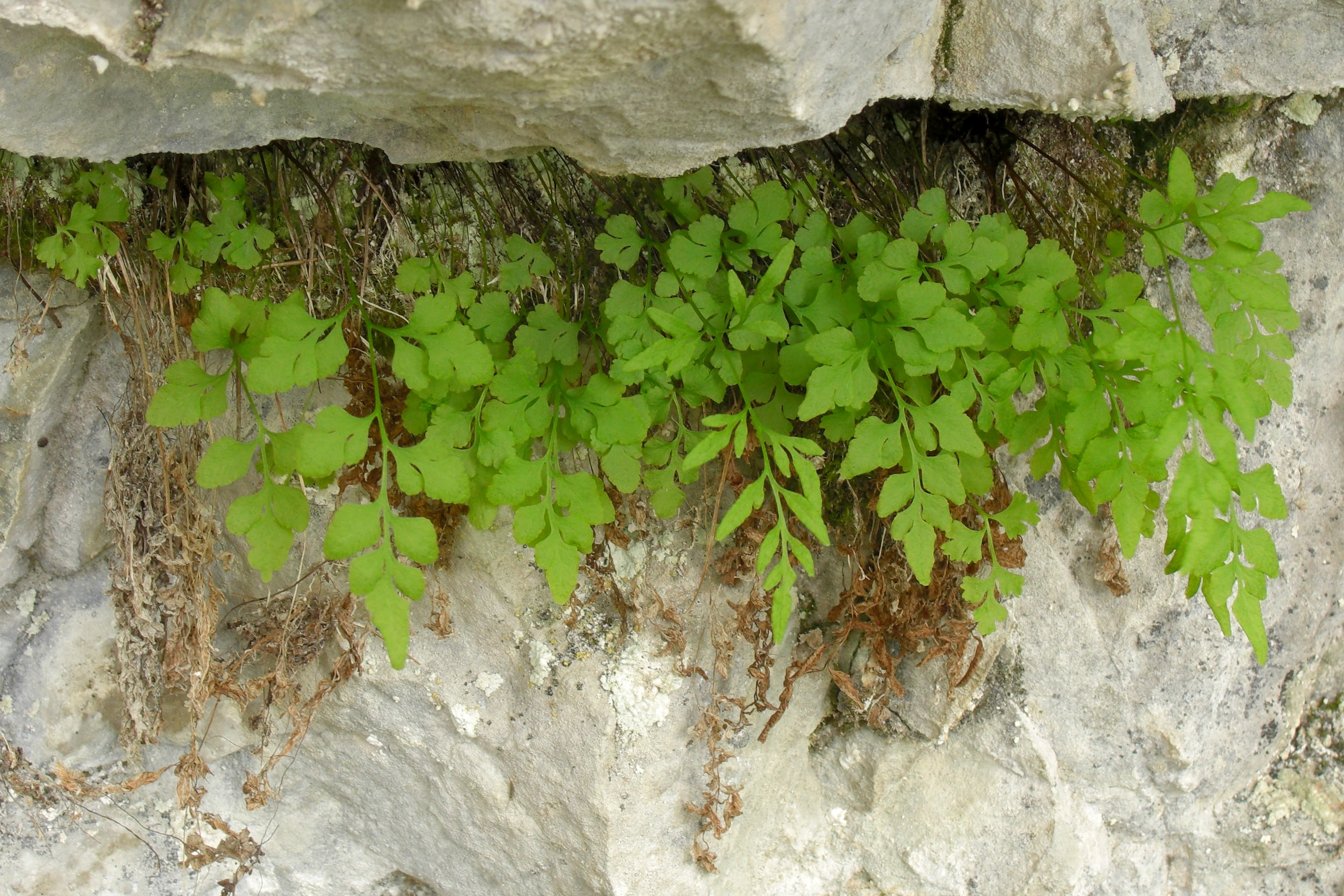